# Mbout
Mbout oder M’Bout (arabisch امبود) ist eine Gemeinde in der Verwaltungsregion Gorgol von Mauretanien und Hauptstadt des Départements Mbout.

## Geographie
Der Hauptort der Gemeinde Mbout liegt 425 Kilometer südöstlich von Nouakchott auf etwa 29 m Meereshöhe im südlichen Zentrum des Landes südlich der mauretanischen Sahara in der Trockensavanne. Der Hauptort selbst liegt auf der Ostseite des Oued Mbout, der sechs Kilometer nördlich der Stadt in den über 130 km² großen Stausee Lac de Foum Gleïta mündet, der vom Gorgol durchflossen wird.

## Bevölkerung
Die Bevölkerungszahl der Gemeinde hat in den Jahren 2000 bis 2023 von 8.899 auf 16.813 Einwohner zugenommen. Der Hauptort selbst hat 9.128 Einwohner (2023). Daneben gibt es noch 14 andere bewohnte Orte.